# Estación Artificio
Artificio fue una estación del ferrocarril ubicada en la localidad de Artificio, comuna de La Calera, en la región de Valparaíso de Chile. Fue parte del longitudinal norte, correspondiente al segmento entre la estación La Calera y estación La Ligua.

## Historia
La estación fue inaugurada junto con el resto de la línea entre La Calera y La Ligua en 1897.
En 1912 se proyectó un ferrocarril propiedad de Alberto Cousiño que uniera a la Estación Quintero con la Estación Nogales, el cual empalmara en la estación Artificio. El proyecto nunca se realizó.
La estación fue suprimida mediante decreto del 28 de agosto de 1954. Actualmente no quedan vestigios, únicamente un terreno en donde se emplazaban los edificios de la estación.
El 6 de diciembre de 2022 entró en operaciones el Autocarril La Calera-Artificio, un servicio de pasajeros habilitado por la Municipalidad de La Calera y Ferronor que une a los habitantes de la localidad de La Calera y su estación con Artificio. En abril de 2023 se abre una nueva detención, el paradero La Sirenita que se transforma en el nuevo terminal del servicio.